# Barbara Olszewska-Dyoniziak
Barbara Olszewska-Dyoniziak (ur. 15 czerwca 1937 w Krakowie, zm. 29 marca 2008 tamże) – etnolog, antropolog kultury, adiunkt w Instytucie Socjologii Uniwersytetu Jagiellońskiego.

## Życiorys
Urodziła się 15 czerwca 1937 roku w Krakowie jako córka Tadeusza Olszewskiego, artysty grafika i dziennikarza, redaktora technicznego i rysownika w krakowskim "Dzienniku Polskim", i Julii z d. Löwenhoff. Tu także uczęszczała do szkół; w 1954 r. ukończyła z wyróżnieniem IX Liceum Ogólnokształcące. W latach 1955-60 studiowała na Uniwersytecie Jagiellońskim, początkowo historię kultury materialnej na Wydziale Filozoficzno-Historycznym, specjalizując się w etnografii, a później już na samodzielnym kierunku etnografia na tymże wydziale. W tym czasie studia etnograficzne prowadziły dwie katedry: Katedra Etnografii Słowian, kierowana przez Kazimierza Moszyńskiego, a następnie Jadwigę Klimaszewską, oraz Katedra Etnografii Ogólnej i Socjologii, kierowana przez Kazimierza Dobrowolskiego, gdzie wykładali także: Andrzej Waligórski, Paweł Rybicki, Włodzimierz Kwaśniewicz.
Z małżeństwa zawartego w 1961 r. z socjologiem Ryszardem Dyoniziakiem (1930-2009), późniejszym profesorem Akademii Ekonomicznej w Krakowie, kierownikiem Zakładu Filozofii i Socjologii, Zakładu Socjologii, a następnie Katedry Socjologii, miała córkę Bożenę (ur. 1963).
Barbara Olszewska-Dyoniziak zmarła 29 marca 2008 roku w Krakowie, gdzie została pochowana na cmentarzu komunalnym w Batowicach.

## Praca naukowa
W 1960 r. obroniła tytuł magisterski na podstawie pracy Przemiany kulturowe wsi podmiejskiej w latach 1880-1860; praca powstała na podstawie wyników badań prowadzonych w Bodzowie, dawnej wsi podmiejskiej, przyłączonej w 1941 r. do Krakowa.
W latach 1960-82, tj. do czasu przejścia na rentę, pracowała na Uniwersytecie Jagiellońskim, najpierw jako asystent, następnie jako adiunkt w Katedrze Etnografii Ogólnej i Socjologii, przemianowanej w 1970 na Instytut Socjologii. Była autorką pierwszego polskiego tłumaczenia dzieła Bronisława Malinowskiego Argonauci Zachodniego Pacyfiku (Warszawa 1967).
W 1973 r. uzyskała na UJ stopień doktora nauk humanistycznych w zakresie etnologii na podstawie pracy Filozoficzne i empiryczne koncepcje antropologii społecznej, napisanej pod kierunkiem A. Waligórskiego. Prowadziła ćwiczenia do jego wykładów z antropologii społecznej dla adeptów socjologii, a także własne wykłady i ćwiczenia z podstaw filozofii i socjologii oraz wykład i ćwiczenia z etnografii społeczeństw plemiennych dla studentów etnologii. Nie kryła swych preferencji dla funkcjonalizmu.
Była aktywnym członkiem Komisji Etnograficznej krakowskiego oddziału Polskiej Akademii Nauk od roku 1973, tj. od reaktywowania tej komisji.
W latach 80. zaczęła wypowiadać się na łamach czasopism naukowych, takich jak "Studia socjologiczne", "Studia filozoficzne", "Edukacja filozoficzna", "Przegląd humanistyczny" i "Etnografia polska".
Lata 90. to okres niezwykłej aktywności B. Olszewskiej-Dyoniziak. Publikowała wówczas liczne artykuły i recenzje w wymienionych wyżej czasopismach oraz w "Ludzie", "Studiach Małopolskich" i "Universitasie". Zajmowała się m.in. socjologicznym, antropologicznym i filozoficznym rozumieniem kultury, uwzględniając tendencje w nauce polskiej, filozoficznymi i empirycznymi teoriami człowieka, antropologiczną koncepcją religii, języka, narodu, wolnością i tolerancją, próbowała wskazać wpływ poglądów B. Malinowskiego na nauki społeczne.

## Wybrane publikacje
- Funkcjonalny model kultury w świetle niektórych osiągnięć współczesnej antropologii i socjologii, Warszawa 1966, Zakład Narodowy im. Ossolińskich
- Zambia. Zarys historyczno-socjologiczny – a historico-sociological survey, Warszawa 1978,  Państwowe Wydawnictwo Naukowe
- Człowiek, kultura, osobowość. Wstęp do klasycznej antropologii kulturowej, wyd I: Kraków 1991, 1992, Towarzystwo Autorów i Wydawców Prac Naukowych Universitas, ISBN 83-7052-042-1 ; wyd II przejrzane i poprawione: Wrocław 2001, 2002, 2003, Wyd. Atla 2
- Społeczeństwo i kultura. Szkice z antropologii kulturowej, Kraków 1994,  Towarzystwo Autorów i Wydawców Prac Naukowych Universitas
- Bronisław Malinowski. Twórca nowoczesnej antropologii społecznej, Zielona Góra 1996, Wyższa Szkoła Pedagogiczna im. Tadeusza Kotarbińskiego – Wydawnictwo
- Zarys antropologii kultury, wyd. I: Kraków 1996, Wydawnictwo UJ, wyd II (Zarys antropologii kulturowej): 2000
- Oblicza kultury. Wstęp do antropologii międzykulturowej komunikacji, Kraków 1998, Wydawnictwo UJ
- Antropologia totalitaryzmu europejskiego XX wieku, Wrocław 1999, Wyd. Atla 2
- Człowiek i religia. Studium z zakresu genezy i społecznej funkcji religii, Wrocław 2002, Wyd. Atla 2
- Człowiek a wspólnota. Antropologiczne aspekty w doktrynach politycznych, Wrocław 2003, Wyd. Atla 2
- (red.) Antropologiczne wizje kultury, Ustroń 2004, Wydaw. "Studeu", ISBN 83-912143-6-2
- Rozwój, zmiana i postęp społeczny. Zarys problematyki Wrocław 2008, Wyd. Atla 2, ISBN 978-83-60732-06-9